# Savignano sul Rubicone
Savignano sul Rubicone – miejscowość i gmina we Włoszech, w regionie Emilia-Romania, w prowincji Forlì-Cesena.
Według danych na rok 2004 gminę zamieszkiwało 14 890 osób, 647,4 os./km².

## Miasta partnerskie
- Nizza Monferrato
- Vals-les-Bains